# Sint-Martinuskerk (Vladslo)

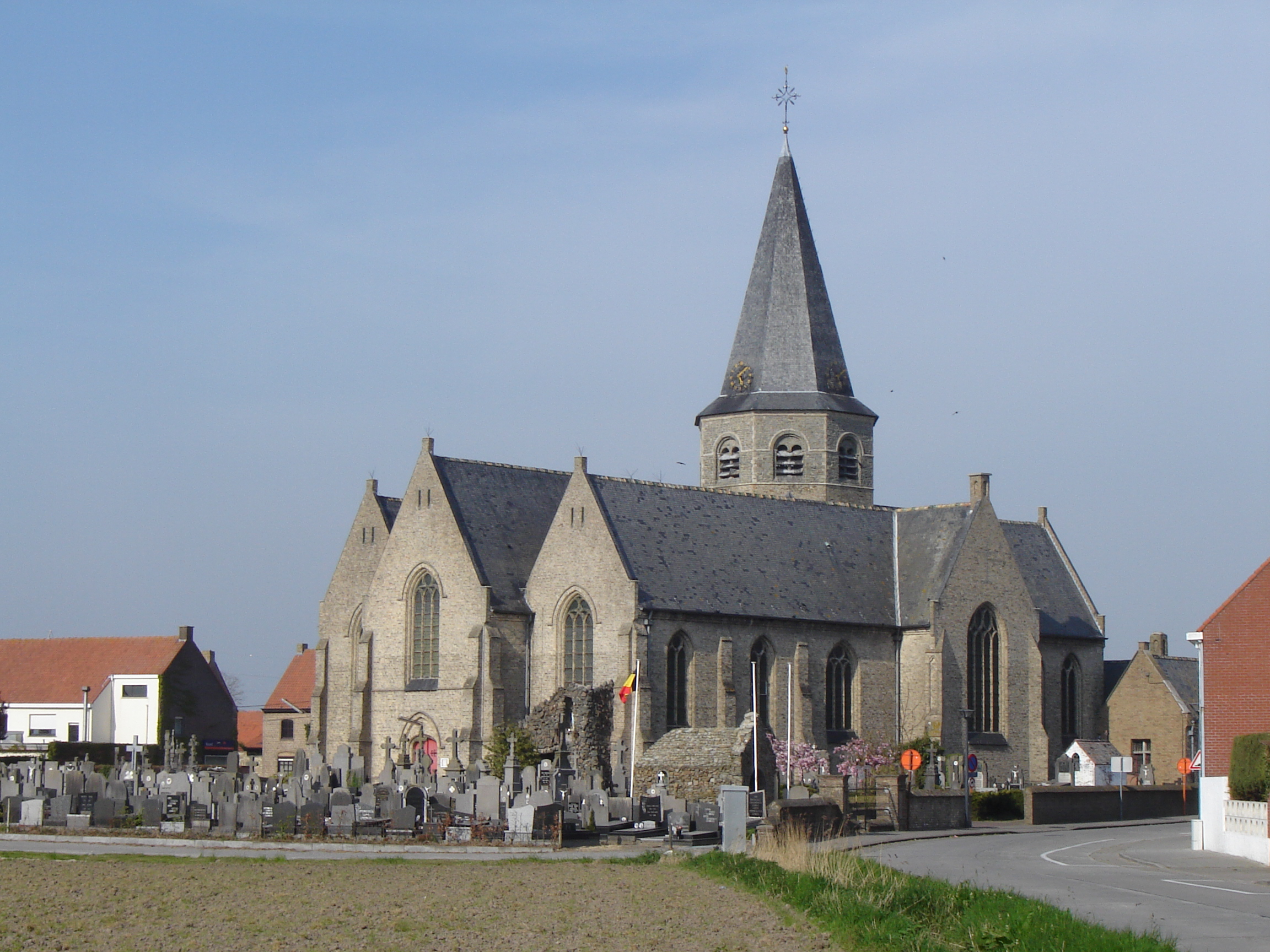
Sint-Martinuskerk

De Sint-Martinuskerk is de parochiekerk van de tot de West-Vlaamse gemeente Diksmuide behorende plaats Vladslo, gelegen aan de Vladslostraat.

## Geschiedenis
Reeds op het einde van de 10e eeuw zou er te Vladslo een kerk geweest zijn, welke in 992 werd vermeld, toen het patronaatsrecht van de parochie in bezit kwam van de Sint-Pietersabdij te Gent. Naast Sint-Maarten werd ook Sint-Livinus vereerd. De legende beweert dat hij in 655 te Frordeslo zou zijn geland en er zieken zou hebben genezen.
De parochies van enkele omliggende dorpen splitsten zich in de loop van de 13e eeuw van die van Vladslo af.
In 1489 (Vlaamse Opstand tegen Maximiliaan) brandde de kerk af, en enkel de 12e-eeuwse vieringtoren bleef bestaan. Omstreeks 1537 werd de kerk herbouwd in gotische stijl en werd de vieringtoren daarin opgenomen. In de loop van de 17e eeuw vonden diverse herstellingen en andere bouwactiviteiten plaats.
Vanwege de bevolkingsgroei werd de kerk van 1844-1848 uitgebreid naar ontwerp van Pierre Buyck. Aan de westzijde werd een driebeukig schip in neoromaanse stijl toegevoegd. De romaanse toren en het laatgotische transept werden daarbij gespaard.
Tijdens de Eerste Wereldoorlog werd de kerk door de Duitsers als veldhospitaal gebruikt. In 1917 werd ze door geallieerde bommen getroffen en brandde af. Hoewel aanvankelijk plannen bestonden om op basis van de ruïne de kerk te herbouwen, maar in 1923 was de ruïne al afgebroken en werd de kerk van de grond af herbouwd in 1924-1925. Hierbij werd teruggegrepen op de situatie van 1537: een driebeukige hallenkerk, terwijl ook de 12e-eeuwse vieringtoren werd gereconstrueerd, waarbij waarschijnlijk gebruik werd gemaakt van materiaal uit de ruïne. De westkerk werd gebouwd op de plattegrond van de voormalige neoromaanse bouw, maar nu kreeg ze een laatgotisch uiterlijk.

## Interieur
Veel van het kerkmeubilair werd verwoest, maar enkele voorwerpen werden veilig gesteld. Dit betrof de neobarokke preekstoel uit 1856 en een vijftal 17e-eeuwse schilderijen uit de Vlaamse School. De bewening en de Aanbidding der wijzen worden toegeschreven aan Johannes Claeyssens. Onze Lieve Vrouw schenkt de Heilige Dominicus de rozenkrans wordt toegeschreven aan Herregodts; Onze Lieve Vrouw van de Rozenkrans met de Heiligen Barbara en Catharina van Alexandrië aan Maes; de Heilige Veronica met zweetdoek aan Montmorency. Ook is er een 17e-eeuws gepolychromeerd houten Sint-Livinusbeeld en zijn er enkele ingemetselde grafstenen van omstreeks 1700. Het overige interieur is uit de tijd van de bouw.